# Martha MacIsaac
Martha MacIsaac (Charlottetown, 11 de outubro de 1984) é uma atriz canadense de televisão e cinema. É mais conhecida pelo seu papel no filme Superbad onde interpretou Becca.

## Filmografia
- 2005 - Ice Princess
- 2006 - Employee of the Month
- 2007 - Superbad
- 2009 - The Thaw
- 2009 - The last house on thre left

## Televisão
- 1998-2000 - Emily of New Moon
- 2000 - Eckhart
- 2003 - This Time Around
- 2004 - Suburban Madness
- 2005 - I do, They Don´t
- 2006-2008 - Di-Gata Defenders (voz)
- 2006 - Night of Terror
- 2006 - This is Wonderland
- 2007 - In god´s country